# Sitio de San Marcos
El Sitio de San Marcos es una operación del Estado salvadoreño para arrestar a miembros de bandas criminales de la Mara Salvatrucha (MS-13) y Mara Barrio 18 en el distrito de San Marcos. La operación comenzó el 28 de octubre de 2024, cuando el presidente salvadoreño, Nayib Bukele, anunció que 2,500 miembros de las fuerzas de seguridad del país rodearon la comunidad 10 de Octubre.

## Antecedentes
El 27 de marzo de 2022, el gobierno de El Salvador, presidido por Nayib Bukele desde el 1 de junio de 2019, declaró estado de emergencia nacional después de registrarse un aumento significativo en los homicidios. Entre el 25 y el 27 de marzo se reportaron 87 asesinatos, lo que representó el número más alto de muertes violentas en un fin de semana desde que finalizó la guerra civil salvadoreña en 1992.
La ola de violencia fue atribuida al accionar de las dos principales pandillas que operan en El Salvador: la Mara Salvatrucha (MS-13) y Barrio 18. Ambos grupos delictivos surgieron en los años 80 en comunidades de inmigrantes salvadoreños en Estados Unidos y se expandieron por todo el territorio nacional tras la firma de los Acuerdos de Paz en 1992. 
Para 2022 se estima que las dos pandillas sumaban un total de 70,000 integrantes. Desde el inicio del régimen de excepción en marzo, hasta el 25 de julio de 2023, las autoridades detuvieron a más de 71,776 personas vinculadas con las maras MS-13 y Barrio 18.

## Operación
La Centro de Inteligencia de la Policía Nacional Civil (PNC) de El Salvador identificó, mediante labores de investigación, la presencia de presuntos integrantes de estructuras criminales en la colonia 10 de Octubre, ubicada en el distrito de San Marcos, departamento de San Salvador. En respuesta a esta información de inteligencia, las autoridades desplegaron un operativo de gran envergadura que involucró a 2,000 efectivos de la Fuerza Armada de El Salvadorr (FAES) y 500 agentes de la PNC.
La operación, enmarcada dentro del Plan Control Territorial, tuvo como objetivo principal la identificación, localización y captura de miembros de organizaciones delictivas que, según los informes de inteligencia, mantenían presencia en dicha zona residencial.